# Venturi Transcup
Les Venturi Transcup sont les cabriolets du constructeur automobile Venturi. Ils se caractérisent par un toit en dur en deux parties qui permet de convertir la voiture en coupé, targa ou cabriolet. Ces deux parties se rangent sous le capot avant. Cinq motorisations sont proposées: de 160 à 260 chevaux.

## Historique
La première apparition du Venturi Transcup se fait au mondial de l'automobile de Paris de 1988 après une nouvelle année déficitaire pour la marque. Cependant, sa production commence réellement en 1990. Cet élégant et ingénieux modèle est dessiné par Gérard Godfroy qui réussit à créer un cabriolet dans un véhicule à moteur central arrière. Il est essentiellement basé sur le Coupé 200. La production du modèle s'arrête en 1995 avec la disparition du Transcup 210 et 260.

## Modèles

### MVS Transcup/Transcup 200
La MVS Transcup est le deuxième modèle de la marque. Il a été présenté en 1988 au mondial de l'automobile de Paris dans une couleur framboise métallisée et dépourvu de moteur. Il est rebaptisé Venturi Transcup 200 (SPD 221) en octobre 1989. Il sera produit à 19 exemplaires en 1990. Actuellement, il faut débourser environ 34 000 € pour en acheter une.

### Transcup 210
La Venturi Transcup 210 (SPD 221) est la première déclinaison du Transcup 200. Elle a été produite à 11 exemplaires: 2 en 1991; 3 en 1992, 2 en 1993 et un seul en 1995. On note quelques différences avec le modèle différent, notamment à l'intérieur: rangement derrière les sièges, commandes de sièges électriques mieux positionnées, poignée de maintien pour le passager, éclairage pour le cendrier, etc.

### Transcup 160 BVM
La Venturi Transcup 160 BVM (SPD 321) dispose d'une boîte de vitesses manuelle et d'un moteur de 160ch. Elle a été produite à un seul exemplaire en 1990.

### Transcup 160 BVA
La Venturi Transcup 160 BVA (SPD 331) est équipée d'une boîte de vitesses automatique. Elle a été produite à deux exemplaires, l'un en 1991 et l'autre en 1992. Ce modèle était à l’origine destiné à l’exportation vers le Japon mais le premier exemplaire produit ne le fut jamais à la suite du désistement du client.

### Transcup 180
La Venturi Transcup 180, équipée d'un moteur de 180ch, a été produite à 15 exemplaires.

### Transcup 260
La Venturi Transcup 260 (SPD 521) est réclamée par la clientèle à la suite du succès de la Transcup 200. Elle fait son apparition en 1990. Elle a été produite à 17 exemplaires jusqu'en 1995. Avec ses 260ch, c'est le cabriolet le plus puissant de la gamme. Durant son existence, la Transcup 260 était la voiture française la plus chère du marché.